# أقبند
أقبند (بالفارسية: آق‌بند) هي قرية تقع في غلستان في إيران. يقدر عدد سكانها بـ 1,294 نسمة.